# 早口ダム
早口ダム（はやぐちダム）は、秋田県大館市早口沢国有林、米代川水系早口川に建設されたダムである。

## 概要
早口川は、その源流を高層湿原で名高い田代岳をはじめ、三ツ森、長慶森などの連山より発し、南下して米代川に注ぐ延長28km、流域面積147.3km2の河川である。早口ダムは、早口川の上流22kmの大割沢合流点に位置し、昭和46年度に着工、総事業費54億円を投じて昭和51年度に完成した重力式コンクリートダムである。このダムは沿岸の洪水被害を軽減し、合わせて発電を行う多目的ダムである。

## 目的
森吉山ダムの目的は「洪水調節」と「発電」である。洪水期にはダムの水位を7月1日から9月30日までは洪水期間制限水位として(EL)290.20m、3月15日から5月15日までは融雪期間制限水位として(EL)307.80mの制限水位以下に低下させる。また、ダムから6m3/secを取水し、下流4km地点の早口発電所で最大7,500KWの発電を行っている。

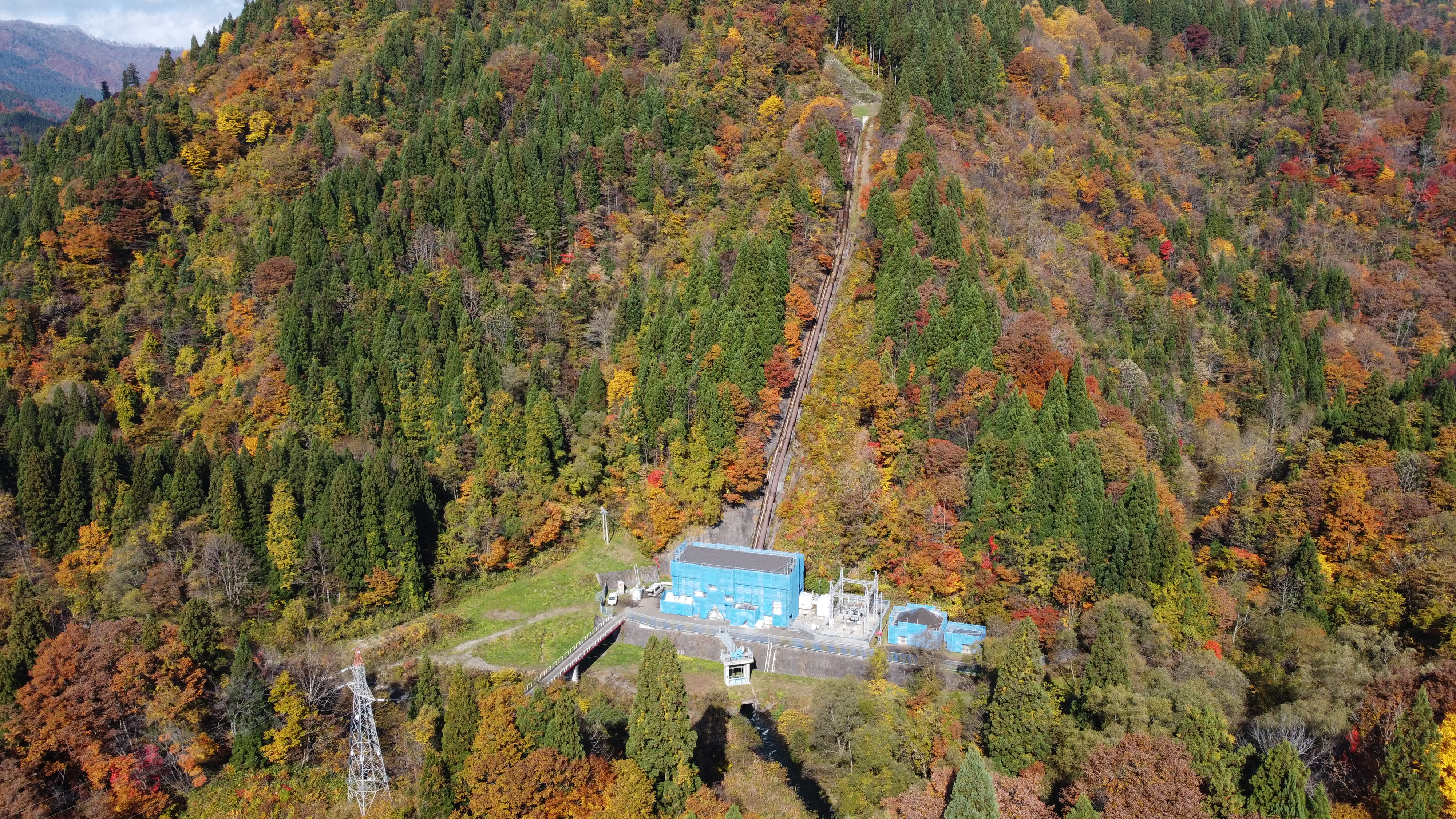
早口発電所
壁面は改装中

## 備考
早口ダムのダム軸は途中で折れ曲がっている。これは、ダム基礎を軟弱な岩盤から避けるためであり、結果その部分は安定条件が厳しくなるため、掩体の下流面勾配は緩くなっている。